# روپرت میجر داونز
روپرت میجر داونز (انگلیسی: Rupert Downes; ۱۰ فوریهٔ ۱۸۸۵ – ۵ مارس ۱۹۴۵) فرد نظامی اهل استرالیا بود.